# Domen Črnigoj
Domen Črnigoj (ur. 18 listopada 1995 w Koprze) – słoweński piłkarz występujący na pozycji pomocnika we włoskim klubie Venezia oraz w reprezentacji Słowenii. Wychowanek FC Koper, w trakcie swojej kariery grał także w FC Lugano.